# Косилов (хутор)
Косилов — хутор в Медвенском районе Курской области России. Входит в состав Нижнереутчанского сельсовета.

## География
Хутор находится на юге центральной части Курской области, в пределах Среднерусской возвышенности, в лесостепной зоне, на левом берегу ручья Медвенский Колодезь (левый приток реки Полной), на расстоянии примерно 3 километров (по прямой) к востоку от Медвенки, административного центра района.

### Климат
Климат характеризуется как умеренно континентальный, с тёплым летом и умеренно холодной зимой. Среднегодовая температура воздуха — 5,5 °C. Абсолютный минимум температуры воздуха самого холодного месяца (января) составляет −37 °C; абсолютный максимум самого тёплого месяца (июля) — 35 °C. Безморозный период длится около 151 дня в году. Среднегодовое количество атмосферных осадков составляет 587 мм, из которых большая часть выпадает в тёплый период.

### Часовой пояс
Хутор Косилов, как и вся Курская область, находится в часовой зоне МСК (московское время). Смещение применяемого времени относительно UTC составляет +3:00.

## Население
| 2002 | 2010 |
| ---- | ---- |
| 15   | ↘2   |

### Половой состав
По данным Всероссийской переписи населения 2010 года в половой структуре населения мужчины составляли 50 %, женщины — соответственно также 50 %.

### Национальный состав
Согласно результатам переписи 2002 года, в национальной структуре населения русские составляли 80 %.

## Инфраструктура
Личное подсобное хозяйство. В хуторе 12 домов.

## Транспорт
Косилов находится в 3 км от автодороги федерального значения М2 «Крым» (часть европейского маршрута E 105), в 1 км от автодороги межмуниципального значения 38Н-251 (М-2 «Крым» — Садовый), в 27 км от ближайшего ж/д остановочного пункта 457 км (линия Льгов I — Курск).
В 89 км от аэропорта имени В. Г. Шухова (недалеко от Белгорода).